# Pogin rib
Pogin rib se nanaša na lokaliziran pogin ribjih populacij, ki je lahko povezan tudi z bolj splošnim umiranjem vodnega življenja. Najpogostejši vzrok je zmanjšana vsebnost kisika v vodi, kar je lahko posledica dejavnikov, kot so suša, cvetenje alg, prenaseljenost ali trajno povišanje temperature vode. Pogin rib lahko povzročijo tudi nalezljive bolezni in paraziti. Zastrupljenost je resničen, a veliko manj pogost vzrok za pogin rib.
Pogini rib so pogosto prvi vidni znaki okoljskega stresa, okoljske agencije pa jih urgentno preučijo, da ugotovijo vzrok pogina. Številne vrste rib sorazmerno slabo prenašajo spremembe v okolju in njihova smrt je pogosto močan pokazatelj težav, ki lahko vplivajo na druge živali in rastline ter neposredno tudi na druge načine uporabe vode, na primer za pitje ali proizvodnjo vode. Onesnaženja lahko na različne načine vplivajo na vrste in starostne razrede rib. Če gre za pogin rib zaradi mrazu, so lahko selektivno prizadete nedorasle ribe ali vrste, ki niso odporne na mraz. Če je vzrok strupenost, so vrste prizadete v splošnem, pogin pa lahko vključuje tudi dvoživke in školjke. Zmanjšanje raztopljenega kisika lahko bolj prizadene večje ribe, saj lahko manjše ribe vsaj za kratek čas dostopajo do s kisikom bogatejše vode na površini.